# Charles II d'Orléans
Pour les articles homonymes, voir Charles d'Angoulême et Charles d'Orléans.
Titres
Duc d'Orléans
10 août 1536 – 9 septembre 1545
(9 ans et 30 jours)
Duc d'Angoulême
22 septembre 1531 – 9 septembre 1545
(13 ans, 11 mois et 18 jours)
Duc de Bourbon
1544 – 9 septembre 1545
 Charles de France dit Charles II d'Orléans, né le 22 janvier 1522 à Saint-Germain-en-Laye, et mort le 9 septembre 1545 à l'abbaye bénédictine de Forest-Montiers, près d’Abbeville, est le sixième enfant et le troisième fils du roi de France François Ier et de son épouse Claude de France, duchesse de Bretagne. Par sa mère, il est le petit-fils de Louis XII.

## Enfance
En 1524, sa mère meurt alors qu’il n’est âgé que de deux ans.
En 1525, lors de la bataille de Pavie, son père est fait prisonnier ; Charles Quint lui impose le rude traité de Madrid le 14 janvier 1526, aux termes duquel la France doit notamment restituer le duché de Bourgogne au descendant de Charles le Téméraire. Les deux fils aînés du roi sont en outre désignés comme otages pour garantir à l'empereur l'exécution du traité, en lieu de la dizaine de grands seigneurs qui occupaient d'ordinaire ce rôle dans les traités de l'époque. Charles d'Angoulême, le troisième et dernier fils du roi restait provisoirement libre. 
Il ne revoit ses frères qu’en 1530 à l’occasion du remariage de François Ier avec Éléonore de Habsbourg, sœur de Charles Quint, scellant la réconciliation des deux monarques à la suite de la paix des Dames.
À la mort de son frère aîné François en 1536, Charles se voit offrir l’apanage d’Orléans par son frère Henri désormais dauphin. Charles sera connu dorénavant sous le nom de Charles II d'Orléans. Le nouveau duc d'Orléans reçoit aussi la Marche en 1540, dont il devient comte.
Il a comme page le futur poète Pierre de Ronsard.

## Portrait du duc d’Orléans
Il est réputé comme le plus beau des trois fils de François Ier malgré une variole qui l’a privé d’un œil. En grandissant, il devient nettement plus populaire que le Dauphin au sein de la cour, qui apprécie son caractère gai, galant, plaisantin, extravagant, semblable à celui de son père dont il était d'ailleurs le fils favori. Certains le décrivent toutefois comme frivole voire efféminé tel Clément Marot.
Il participe activement aux bals masqués donnés à la cour de son père, comme on peut le voir dans les costumes dessinés par le Primatice :
- en satyre, aux côtés de son frère le dauphin, du cardinal de Lorraine et du connétable de Montmorency, aux noces du duc de Nevers et de mademoiselle de Vendôme à Paris, en janvier 1539. (Faune, Sylvain et Pan, Bibliothèque nationale centrale de Florence)
- en belle livrée de couleur et coiffé d'un turban pour la « turquerie » organisée à Blois le 16 mars 1541, aux côtés de François Ier et du cardinal de Lorraine, Hippolyte d’Este. (Un Turc, Bibliothèque nationale centrale de Florence)
- en fileuse montée sur une tortue, le soir du carnaval de février 1542. (La Lenteur industrieuse et constante, Nationalmuseum, Stockholm)

François Ier accorde à Charles sa préférence au détriment du dauphin Henri avec lequel il ne s'entend pas du tout. Le roi et une majorité de la cour reprochent en effet à Henri son côté taciturne, boudeur, rancunier, mélancolique, hypocondriaque. Certains ont attribué ce caractère peu amène aux trois années qu'il a été forcé de passer à la cour de l'empereur.
La rupture entre le roi et le dauphin éclate à la disgrâce du connétable de Montmorency en 1541 auquel le dauphin était très attaché. La cour se trouve alors divisée en deux partis :
- le parti du dauphin avec sa maîtresse Diane de Poitiers
- le parti du roi avec la duchesse d’Étampes opposant le duc d’Orléans à Henri ce qui brouille définitivement les deux frères.

## Perpignan
En 1542, au début de la neuvième guerre d'Italie, François Ier décide d'ouvrir les hostilités simultanément sur deux fronts, au nord et au sud. Au nord, Charles d'Orléans conduit les troupes vers le Luxembourg avec l'aide du duc Claude de Guise et son fils, François d'Aumale . Au sud, le dauphin Henri doit reconquérir le Roussillon et Perpignan aux mains des Impériaux. En l'absence de son mentor Anne de Montmorency, le dauphin commandera seul une armée pour la première fois.
Le 23 août 1542, le dauphin lance l'assaut de Perpignan mais essuie un échec. Il se résout alors à tenir le siège autour de la ville qui résiste tant et si bien que François Ier est obligé de donner l'ordre à son fils aîné de battre en retraite en septembre.
Enchaînant les succès sur le front du nord, Charles réussit à prendre successivement Ivoy, Arlon et Luxembourg. Abandonnant cependant le duché de Luxembourg, Charles d'Orléans rejoint son frère sous prétexte de lui apporter son aide et des pièces d'artillerie supplémentaires. Vu l’inimitié (réciproque) du duc d’Orléans envers le dauphin, personne n’est dupe que la réelle intention de Charles était plutôt de ne pas laisser toute la gloire rejaillir uniquement sur son aîné en cas de victoire à Perpignan. Mais le temps d'arriver au sud, le siège de la ville est déjà perdu tandis que les Impériaux arrivent à reprendre le Luxembourg deux jours plus tard. 
Charles d'Orléans reçoit le courroux de son père pour avoir abandonné sa conquête et le dauphin se voit retirer son commandement militaire à cause du fiasco de Perpignan. Le roi réalise à quel point l’animosité entre ses deux fils peut se révéler désastreuse pour le royaume.

## Projet du mariage de Charles
Signé le 18 septembre 1544, le traité de Crépy-en-Laonnois conclut la neuvième guerre d'Italie sans aucun vainqueur. Les deux souverains sont en effet ruinés par des années de guerre et doivent renoncer à poursuivre le conflit, faute de subsides suffisants pour payer leurs armées respectives. Charles Quint doit restituer la Bourgogne tout comme François Ier doit, de son côté rendre l'Artois et la Flandre. En outre, le roi de France doit renoncer à ses prétentions sur le Milanais et sur Naples mais il compense par l'occupation de la Savoie et du Piémont. 
Pour renforcer cette paix fragile, le mariage de Charles avec une Habsbourg est donc prévu. L'Empereur doit décider laquelle épousera le duc d'Orléans entre
- sa fille Marie d'Autriche dotée de la Franche-Comté
- sa nièce Anne d'Autriche fille de son frère Ferdinand, dotée du duché de Milan

En contrepartie, François Ier doit apanager le jeune marié des duchés d'Orléans, de Bourbonnais, de Châtellerault et d'Angoulême tout en évacuant le Piémont et la Savoie.
Mais, même si Charles reçoit en apanage le duché du Bourbonnais, aucun des deux partis ne va appliquer ces clauses, retardant délibérément leur exécution. L'Empereur, parce qu'il hésite toujours à choisir qui, de sa fille ou de sa nièce, épousera Charles d'Orléans. Le Valois parce qu'il n'est guère pressé de rendre la Savoie et le Piémont. 
Le dauphin Henri proteste vigoureusement aussi contre ce traité (qu’il finit par signer) :
- Par sa place d'aîné, il considère les territoires de son aïeule Valentine Visconti lui revenant de droit.
- Ensuite, les fiançailles de son frère puîné avec une Habsbourg, la plus puissante dynastie européenne de l'époque contraste avec la modeste origine de sa femme, Catherine de Médicis[8].
- Enfin, son frère Charles pourrait devenir une menace réelle pour l'unité du royaume de France par l’immensité de ses territoires.

Beaucoup d'historiens considèrent ces clauses vexatoires à la personne du dauphin comme preuves indirectes que Charles Quint œuvrait secrètement pour aggraver la mésentente des deux frères dans le dessein d'affaiblir la place de la France sur l'échiquier politique européen d'alors. 
Charles Quint choisit finalement de sacrifier le Milanais et le mariage de Charles d'Orléans avec Anne d'Autriche (1528-1590) est fixé le 18 septembre 1545. Mais à la surprise générale, Charles décède subitement le 9 septembre rendant caduques les clauses du traité de Crépy.

## Mort de Charles
Le duc d’Orléans et le dauphin semblent pourtant se réconcilier durant cette période. Pour preuve, les deux frères font route ensemble pendant l’automne 1545 vers Boulogne-sur-Mer, alors assiégée par les Anglais. Les circonstances de la mort du duc d’Orléans sont décrites dans une lettre écrite d'Amiens par le nonce du pape le 18 septembre 1545 adressée aux présidents du concile de Trente. Le duc d'Orléans serait arrivé le 4 septembre au camp du roi entre Abbeville et Montreuil alors que la peste ravage la région. Son appartement ne lui plaisant pas, il va dans une maison où huit personnes venaient de mourir de cette maladie. Mis en garde contre le péril, il déclare « jamais fils de France n'est mort de la peste. », se couche sur leurs lits en riant, allant jusqu'à organiser des batailles d'oreillers avec ses compagnons. Il ne tarde pas à éprouver de la fièvre, s’alite, et reçoit la confession, en l'abbaye bénédictine de Forest-Montiers, en Picardie. Le 9 septembre, malgré une amélioration de son état, il fait une rechute, et il réclame le viatique. On doit empêcher physiquement à 3 reprises le dauphin de se rendre au chevet de son frère par crainte de la contagion. Toutefois, Charles a droit à la visite de son père, François Ier, auquel il confie ces derniers mots : « Ah ! mon seigneur, je me meurs, mais puisque je vois votre majesté, je meurs content » juste avant d’expirer. François Ier s’évanouit alors de douleur puis, reprenant ses esprits, ordonne l’évacuation des lieux contaminés.
Charles meurt sans descendance. Son décès impromptu ne soulève pas autant de rumeurs que celle du dauphin François en 1536 car une épidémie sévissait effectivement dans la Picardie à cette période. Il s'agit du dernier gros chagrin de François Ier, miné par la syphilis et qui mourra moins de deux ans plus tard, le 31 mars 1547.

## Inhumation
Le 24 mai 1547, les corps de François Ier, de Charles et du dauphin François, mort en 1536, sont inhumés à la basilique Saint-Denis sur ordre d’Henri II.

## Titres
En 1531, il est titré duc d’Angoulême à la suite de la mort de sa grand-mère paternelle, Louise de Savoie 
En 1536, il est fait duc d’Orléans.
En 1540, il devient duc de Châtellerault, comte de Clermont-en-Beauvaisis et de La Marche, Pair de France, gouverneur de la province de Champagne et de Brie. 
En 1544, il est fait brièvement duc de Bourbon sous le nom de Charles IV de Bourbon.